# Àngel Planells i Cruañas
Àngel Planells i Cruañas (Cadaqués, 2 de diciembre de 1901 - Barcelona, 23 de julio de 1989) fue un pintor español vinculado con la vanguardia catalana y el Surrealismo.

## Biografía
Nacido en Cadaqués, donde conocería artistas como Eliseo Meifrén y Juan Roig y Soler, que eran amigos de su padre, y más tarde a Salvador Dalí. En 1918 fue a estudiar pintura, litografía y grabado en Barcelona, pero tuvo que volver a Cadaqués por problemas económicos. En 1928 publicó sus primeros poemas surrealistas, así como críticas de pintura, en la revista Sol Ixent, de Cadaqués, bajo la influencia del poeta Josep Vicenç Foix.
Entre 1928 y 1929, Planells participó en sus primeras exposiciones colectivas en las Galerías Dalmau de Barcelona (1929) y en la de los “Amigos de las Artes” de Gerona, entre otras, y conoció a René Magritte, que había llegado a Cadaqués con otros surrealistas. En 1930, tuvo su primera exposición individual, en las Galerías Dalmau, y Sebastià Gasch publicó la primera crítica de la obra de Planells.
En 1936, Planells formó parte del Grupo Logicofobista, junto con los artistas Artur Carbonell i Carbonell, Leandre Cristòfol, Àngel Ferrant, Esteve Francés, A. Gamboa-Rothwoss, A. G. Lamolla, Ramon Marinello, Joan Massanet, Maruja Mallo, Jaume Sans, Nàdia Sokalova, Remedios Varo y Joan Ismael, y el teórico y crítico de arte Magí A. Cassanyes. La primera exposición Logicofobista tuvo lugar en las Galerías Catalonia. Aquel mismo año, tres obras de Planells se exhibieron en la primera exposición internacional del surrealismo, celebrada en las New Burlington Galleries de Londres. Planells había empezado a trabajar como profesor de la Escuela de Artes y Ofícios de Blanes, donde vivía desde 1929.
Después de la guerra civil española, Planells "escondió" su compromiso con el surrealismo para dedicarse a pintar paisajes, marinas y bodegones, que alternaba con el estilo surrealista. No fue hasta 1974, gracias al galerista francés René Metras, que empezó a ser reconocido como uno de los surrealistas catalanes más importantes del siglo XX.
Actualmente pueden verse algunas de sus obras en el MNAC de Barcelona o en el Reina Sofía de Madrid, así como en las colecciones Thyssen.